# 高田賢一 (俳優)
高田 賢一（たかだ けんいち、1976年1月11日 - ）は、青森県むつ市出身の俳優。身長182cm。
青森県立田名部高等学校、青森大学卒業後、単身上京。学生時代はバスケットボール東北選抜にて活躍した。文学座附属演劇研究所、さち子プロを経て、現在は株式会社Ruby・sue（ルビー・スー）に所属。

## 出演

### テレビドラマ
- 結婚式へ行こう!（TBS、2006年）
- 演歌の女王（日本テレビ、2007年）
- 非婚同盟（東海テレビ、2009年）- 井下栃男 役
- 相棒（テレビ朝日、2010年2月10日）- 坂元（証券マン）  役
- 京都地検の女（テレビ朝日、2010年）- 川上信平 役
- 警視庁捜査一課9係 season7（テレビ朝日、2012年）- 小野正治 役
- ハンチョウ〜警視庁安積班〜 シリーズ6（TBS、2013年）- 横山友康 役
- 月曜ゴールデン 制服捜査（TBS、2013年）- 丸山刑事 役
- VIVANT（TBS、2023年）- バータル 役

### 舞台
- 幽霊（2025年）[1]